# Provincia de Bérgamo
Bérgamo (en italiano: provincia di Bergamo) es una provincia italiana de la región de Lombardía, en el norte de Italia. Su capital y ciudad más poblada es Bérgamo.

## Demografía

### Evolución demográfica histórica
En la actualidad, con alrededor de 1,1 millones de habitantes, la provincia de Bérgamo es la tercera provincia más poblada de la región de Lombardia (después de Milán y Brescia).
| Población Histórica de la Provincia de Bérgamo | Población Histórica de la Provincia de Bérgamo | Población Histórica de la Provincia de Bérgamo |
| Año                                            | Habitantes                                     | Fuente                                         |
| ---------------------------------------------- | ---------------------------------------------- | ---------------------------------------------- |
| 1861                                           | 357 220                                        | Censo italiano de 1861                         |
| 1871                                           | 373 727                                        | Censo italiano de 1871                         |
| 1881                                           | 395 766                                        | Censo italiano de 1881                         |
| 1901                                           | 458 120                                        | Censo italiano de 1901                         |
| 1911                                           | 528 442                                        | Censo italiano de 1911                         |
| 1921                                           | 567 842                                        | Censo italiano de 1921                         |
| 1931                                           | 599 536                                        | Censo italiano de 1931                         |
| 1936                                           | 592 975                                        | Censo italiano de 1936                         |
| 1951                                           | 681 417                                        | Censo italiano de 1951                         |
| 1961                                           | 727 758                                        | Censo italiano de 1961                         |
| 1971                                           | 807 914                                        | Censo italiano de 1971                         |
| 1981                                           | 874 035                                        | Censo italiano de 1981                         |
| 1991                                           | 909 692                                        | Censo italiano de 1991                         |
| 2001                                           | 973 129                                        | Censo italiano de 2001                         |
| 2011                                           | 1 086 277                                      | Censo italiano de 2011                         |
| 2019                                           | 1 114 590                                      | Estimaciones del ISTAT                         |